# 大藨草属
大藨草属为莎草科的一属植物，属下仅有一种大藨草（Actinoscirpus grossus），分布于亚洲热带和亚热带地区至澳大利亚北部。

## 形态特征
大藨草为多年生粗壮草本植物。其根状茎呈匍匐状，纤细且在先端形成块茎。秆高大，叶为线形。
大藨草的总苞叶呈叶状，长侧枝形成大型聚伞花序，包含大量小穗。鳞片呈螺旋状排列，花为两性，具有3枚雄蕊。花柱基部不增粗，宿存，柱头3裂。其小坚果呈扁三棱形，表面平滑，先端具喙，通常有5或6根下位刚毛。

## 下属分类
大藨草属下属物种有：
- 大藨草又名硕大藨草[4] Actinoscirpus grossus (L.f.) Goetgh. & D.A.Simpson
  - Actinoscirpus grossus var. grossus
  - Actinoscirpus grossus var. kysoor (Roxb.) Noltie